# Cattedrale di Nostra Signora del Monte Carmelo
La cattedrale di Nostra Signora del Monte Carmelo è la cattedrale cattolica e sede del vescovo della diocesi di Chalan Kanoa dall'8 novembre 1984, anno di erezione canonica della diocesi per volere di Giovanni Paolo II. Si trova nel villaggio di Chalan Kanoa, nell'isola di Saipan, isole Marianne Settentrionali.